# Mischii
Mischii là một xã thuộc hạt Dolj, România. Dân số thời điểm năm 2002 là 1863 người.